# Lana merino

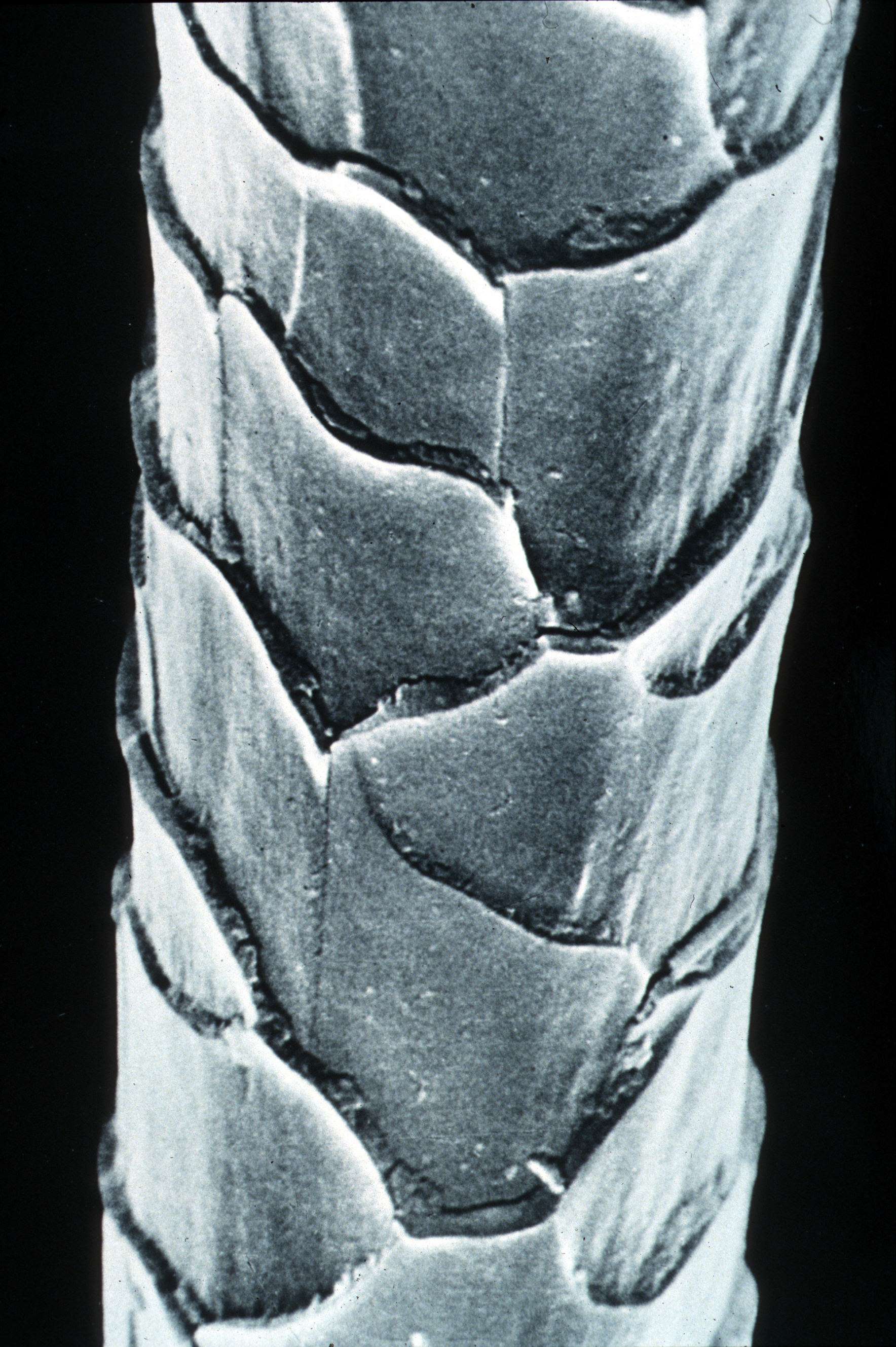
Fibra di lana merino al microscopio

La lana merino è la fibra che si ottiene dalla pecora merino.
Questo tipo di lana è particolarmente ricercata per via della sua finezza, dipendente dal fatto che il pelo di una pecora merino è più sottile del pelo di una pecora comune. Generalmente, un pelo con un diametro di 20 micron o inferiore proviene da una pecora merino. 
Questa sua particolare caratteristica, sommata alle altre qualità della lana comune, ne fanno una fibra molto pregiata, ideale per determinate confezioni di abbigliamento, soprattutto abiti maschili. Un abito di lana merino infatti risulta resistente all'usura ed alla piega come un abito di lana comune, ma a differenza di questo, essendo più leggero, può essere indossato anche nelle stagioni più calde. 
Il tessuto detto familiarmente fresco lana o anche "lana quattro-stagioni" è generalmente realizzato con la lana merino.
La lana australiana viene assemblata in balle e venduta in tradizionali aste pubbliche, a cui partecipano compratori da tutto il mondo. Le balle migliori, ossia con la lana più fine, vengono tradizionalmente acquistate da lanifici italiani.

## Il termine "tasmania"
In tempi recenti, in Italia, si è diffuso il termine "tasmania" per indicare genericamente un tessuto pettinato di lana leggera. Ciò è dovuto ad uno specifico prodotto, realizzato con lana merino da una fabbrica italiana, che negli anni ha riscosso un notevole successo commerciale. Il nome fu scelto per evidenziare che questa lana proveniva da allevamenti della Tasmania. 
L'uso del termine "tasmania" sarebbe quindi improprio. Il termine corretto per indicare questo tipo di lana, quale che ne sia la provenienza o la marca, rimane "merino".